# Petőfi Szülőház és Emlékmúzeum
A Petőfi Szülőház és Emlékmúzeum irodalmi , történelmi emlékhely és múzeum Kiskőrösön, a Petőfi Sándor tér 5. szám alatt . A mai napig helyén álló épületben született 1823. január 1-jén Petőfi Sándor magyar költő, forradalmár. Ezt többek között az szülőház falán 1862-ben elhelyezett emléktábla tanúsítja. Ez volt az országban az első irodalmi emlékhely és az első műemlék.
A költőnek van még emlékháza Kiskunfélegyházán (egykori gyerekkori lakhelyén), Sárszentlőrincen és a romániai Torda parókiájának épületében is.

## Az épület története és Petőfi emlékezete
Az épület 1780 körül épült. Régebbi írások szerint zsellér állományú házi udvarral, 130 négyszögöl területtel rendelkezve. 1821 és 1824 között Makovinyi Márton borbélymester tulajdonában állt.
Ezt az épületet bérelte három évre az adott időszak alatt Petrovics István mészárosmester. Ebben a házban élt feleségével, Hrúz Máriával együtt. 1823 év elején itt született meg első gyerekük, Petőfi Sándor. A család 1824. októberében költözött Kiskunfélegyházára.
A házat 1859-ben Makovinyi Klára örökölte, ami 1863-ig volt tulajdonában. Ezt követően egy csereszerződés keretében került a ház Martinovits Pál kötélfonó mester és felesége, Varga Terézia tulajdonába.
1857-ben Sárkány János evangélikus lelkész, Petőfi egykori iskolatársa által bizonyosodott be az anyakönyvi iratokat átvizsgálva, hogy a költő Kiskőrösön született. Ezt a felfedezését még abban az évben a Vasárnapi Újságban is közölte. 1862-ben Ivánka Imre javaslatára jelölték meg a szülőházat márványtáblával, amelynek feliratán ma is olvasható: "Itt született Petőfi 1822. december 31."
1864-ben hitelesítette a házat Pesty Frigyes, majd 1873-ban a Pest vármegye bizottságot küldött a településre, hogy a Magyar Írók és Művészek Társasága megvásárolja az épületet. Végül öt évvel később, 1878. május 24-én 800 osztrák forintért vették meg Varga Teréziától.
1880-ban lett a társaság birtoka az épület, és október 17-én ünnepélyes keretek között adták át a látogatók számára. Az ünnepi beszédet Jókai Mór mondta és ekkor készült a szülőházról az író ismert rajza. A látogatók már ekkor megtekinthették Petőfi szülőszobáját, amely még üresen állt.
Mivel az épület fenntartása és működtetése a fővárosból igen nehézkes volt, ezért felmerült az épület átadása a község számára. A társaság először 1890-ben ajánlotta fel az épületet Kiskőrös községi vezetésének, majd három évvel később kelt egy szerződés annak karbantartására vonatkozóan. 1894-től kezdődően az épület végében lakott a bérlő. A gondnokok napi szinten takarították és rendezték az épületet, a község pedig anyagi és szakmai munkát biztosított a nagyobb károk esetén.
Az épület állapotán jelentős változást az 1948/49-es centenáriumi évek hozták el. Ekkor került sor az egész épületet átfogó kiállítási terület kialakítása, ami 1951-ben valósult meg. 1953-ban a Petőfi család egykori bútoraival és korabeli néprajzi tárgyaiból egy irodalmi emlékház került berendezésre
. 1958-ban az első műemlékvédelmi hullám idején lett az épület védett hely. Ennek oka az építészeti értéke mellett a költő személye miatt volt fontos. 1985-ben a múzeum egy műfordítói szoborparkkal, majd 1990-ben egy Petőfi Képtárral bővült. Az 1980-as évek közepén került a múzeum kiállítási tárgyai közé, később a szülőház udvarán az 1861-ben a Gerenday és Fia kőfaragó cége által készített kiskőrösi, első köztéri Petőfi szobor.

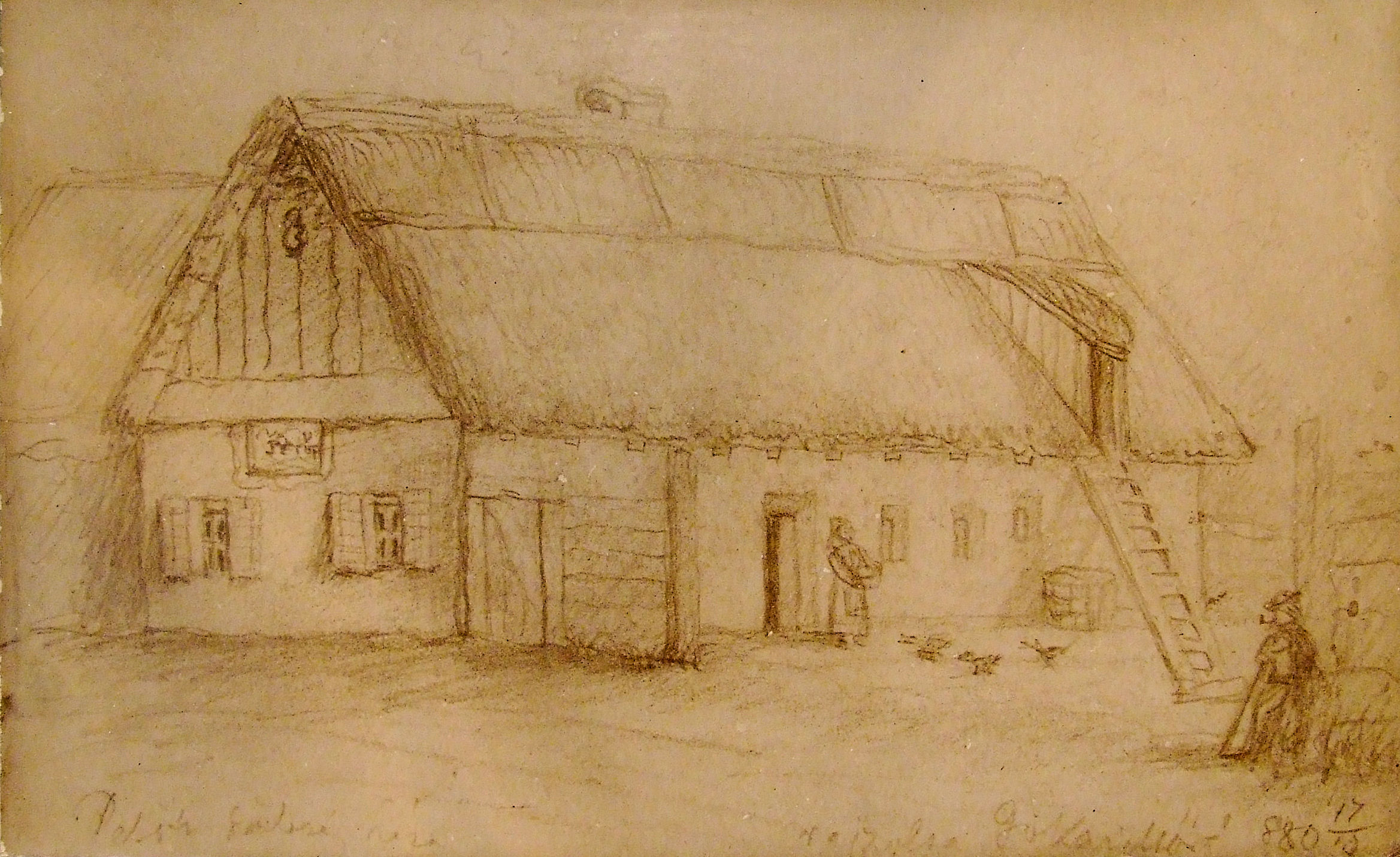
Petőfi Sándor szülőháza 1880 körül (Jókai Mór rajza)

2019-ben a Kubinyi Ágoston Program keretén belül a múzeum 22 millió forintot nyert az épület megújítására, az új kiállítás kialakítására. Ennek értelmében 202. január 23-án mutatták be utolsó tárlatvezetés keretén belül a régi tárlatot. Ugyanebben az évben október 17-én emlékeztek meg az épület megnyitásának 140. évfordulójára.
2021 májusában a magyar kormány Történelmi Emlékhellyé nyilvánította a szülőházat és a múzeumot. 2022-ben a múzeum telephelyévé vált a János Vitéz Látogatóközpont. Ugyanebben az évben október 16-án nyitották meg a megújult kiállítást, a múzeum új tárlatát és a történelmi emlékhelyet igazoló sztélét is ekkor leplezték le. Az avató ünnepségen jelen volt többek között Fürjes Balázs, a Miniszterelnökség parlamenti államtitkára, Hermann Róbert történész, Szilágyi Márton irodalomtörténész és Demeter Szilárd, a Petőfi Irodalmi Múzeum igazgatója. Ezt a megújított kiállítást már több mint 2000 fő látogatta meg 2023 év elejéig.

## A szülőház épület
Az épület eredeti állapotában maradt meg, autentikusan van berendezve. Fésűs beépítésű, egysoros elrendezésű, téglalap alaprajzú. Nyeregtetős, deszkaoromzatú, náddal fedett épület, amely a kiskunsági háztípust képviselő népi porta. Az épület három helységből áll.
A szülőház utcai szobája a költő születéskori állapotát őrzi, a család bútorai közül itt található az ágy és az almárium. A másik felében sarokpadok, székek, asztal és a falon lógó míves téka látható. A padlózat, mennyezet fából készült, sarokban fehérre meszelt kemence áll.
A középső helység a nyitott fedeles konyha. Ereklyeként őrzik a dajka, Kurucz Zsuzsanna krumplinyomóját és fából készült tésztaszűrőjét. Néprajzi ritkaság a középpadka és a nyitott kémény. Egyik sarkában őriznek egy 48-as tulipános ládát, melyben az évtizedek során a koszorúkon összegyűlt szalagokat őrzik.
Az udvari terem a kiskőrösi tartózkodás és keresztelés relikviáit, dokumentumait őrzi.

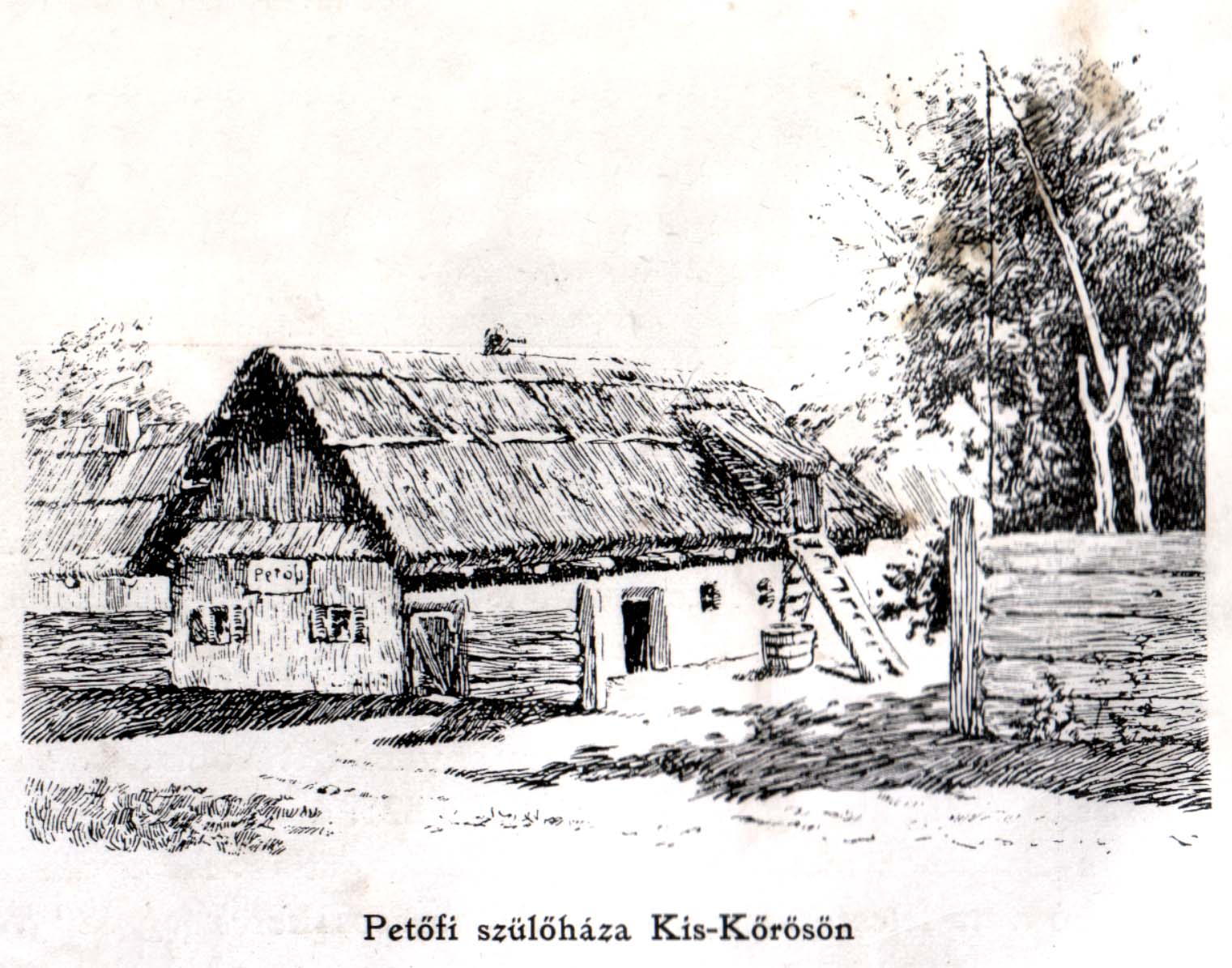
Petőfi szülőháza Kiskőrösön, Petőfi Album (1907)

A család bútorain túl számos Petőfivel kapcsolatos dokumentum és tárgy látható. Egy 1815-ös vándorládát, amely Petőfi apjának tulajdonítható és az ő dokumentumait tartalmazza, amelyek igazolják a kiskőrösi tartózkodást. Megtekinthető még Petőfi keresztelésekor készült anyakönyve is a keresztelő kancsóval együtt. Ritkaságként megtekinthető Grimm Vince 1861-ben készült metszete, amelyen a teljes család látható Petőfi Sándor öccsével, Petőfi Istvánnal valamint feleségével, Szendrey Júliával és fiával, Petőfi Zoltánnal együtt.

## Az udvar
Az udvaron található a házhoz tartozó jégverem, emellett itt található az ország első köztéri Petőfi szobra, az aradi vértanúk emlékét őrző fal és az Európában egyedülálló műfordítói szoborpark.

### A világ első köztéri Petőfi szobra
Sárkány János lelkész által közölt Vasárnapi Újságban megjelent cikk adta az ötletet az emlékápolásnak. A lakosság érdeke a szülőház megjelölése mellett egy Petőfi-szobor felavatása volt. A szobrot a pesti Gerenday-cég készítette 1861-ben, homokkő felhasználásával, de egy évvel később került felavatásra szolid keretet között. Eredetileg a község evangélikus gimnáziuma előtt állt. 1931-ben és a második világháborút követően is a romló állaga miatt restaurálni kellett. Ezt követően az iskola épületében helyezték el. Innen került az 1980-as évek közepére a múzeum épületébe, majd a szülőház udvarára. 2003-ban ismét restaurálták a szobrot a kiskunfélegyházi Bozóki fivérek Laczkó János irányítása alatt.

### Az aradi vértanúk emlékfala
Az aradi vértanúk kivégzésének 150. évfordulója alkalmából 1999. október 6-án adták át a dombormű-sorozatot. A vértanúk mellett megjelenik gróf Batthyány Lajos, az első magyar miniszterelnök portréja is.

### Petőfi Sándor Műfordítói Szoborpark

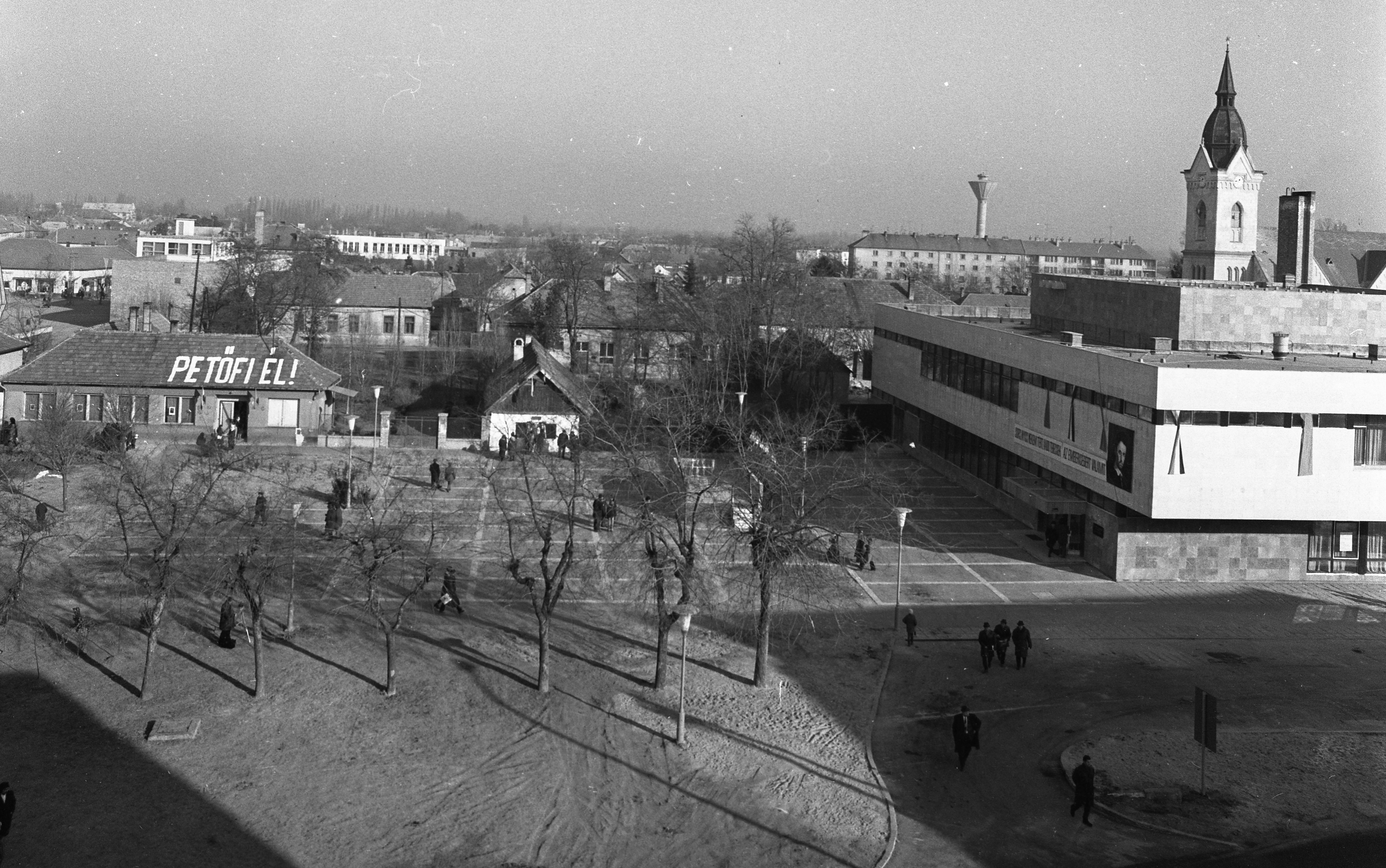
A kiskőrösi Petőfi tér 1973-ban. A képen középen látható Petőfi Sándor szülőháza.

Az Országos Petőfi Sándor Társaság ötlete alapján 1985. július 26-án, 15 órakor adták át a szoborparkot. A park azzal a céllal jött létre, hogy Petőfi nemzetközi emlékét megőrizze a két nemzet, a költőé és a fordítóé. A szoborparkban jelenleg 18 fordító szobra látható (legutóbb 2020-ban lett új szobor elhelyezve).
A szoborparkban megjelenő költők többek között:
- Otto Manninen finn író
- Franz Fühmann német író
- Szun Jung és Lu Hszün kínai fordítók, a János vitéz kínai fordítói
- Kertbeny Károly magyar író, újságíró, műfordító, könyvész
- Bagrat Sinbuka abház költő, fordító
- Grigol Abasidze grúz költő
- Ivan Vazov bolgár költő, író
- Adéle Opzommer magyar – holland író, műfordító
- Pavol Országh-Hviezdoslav szlovák költő, drámaíró, műfordító
- Atanasz Dalcsev bolgár költő, prózaíró, műfordító
- Ellen Niit észt író
- Ján Smrek szlovák költő, író
- Tadeusz Nowak lengyel költő, író, műfordító
- Jovan Jovanović Zmaj szerb költő
- Eugen Jebeleanu román fordító
- Leonyid Nyikolájevics Martinov
- Giuseppe Cassone szicíliai költő, fordító, irodalmár

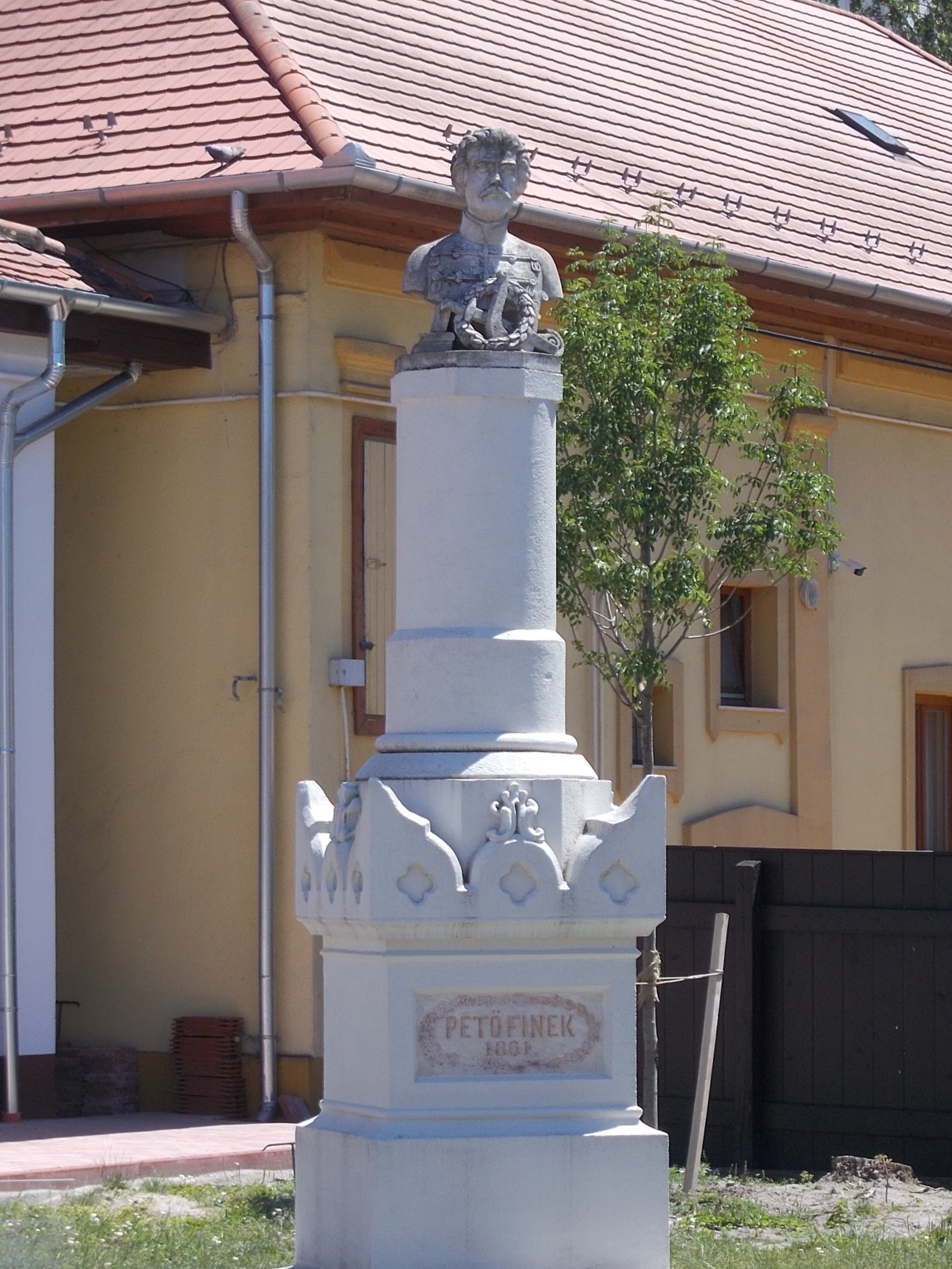
Az ország első köztéri Petőfi-szobra (1861). Az egykori evangélikus iskolában álló szobor ma a szülőház udvarán áll.
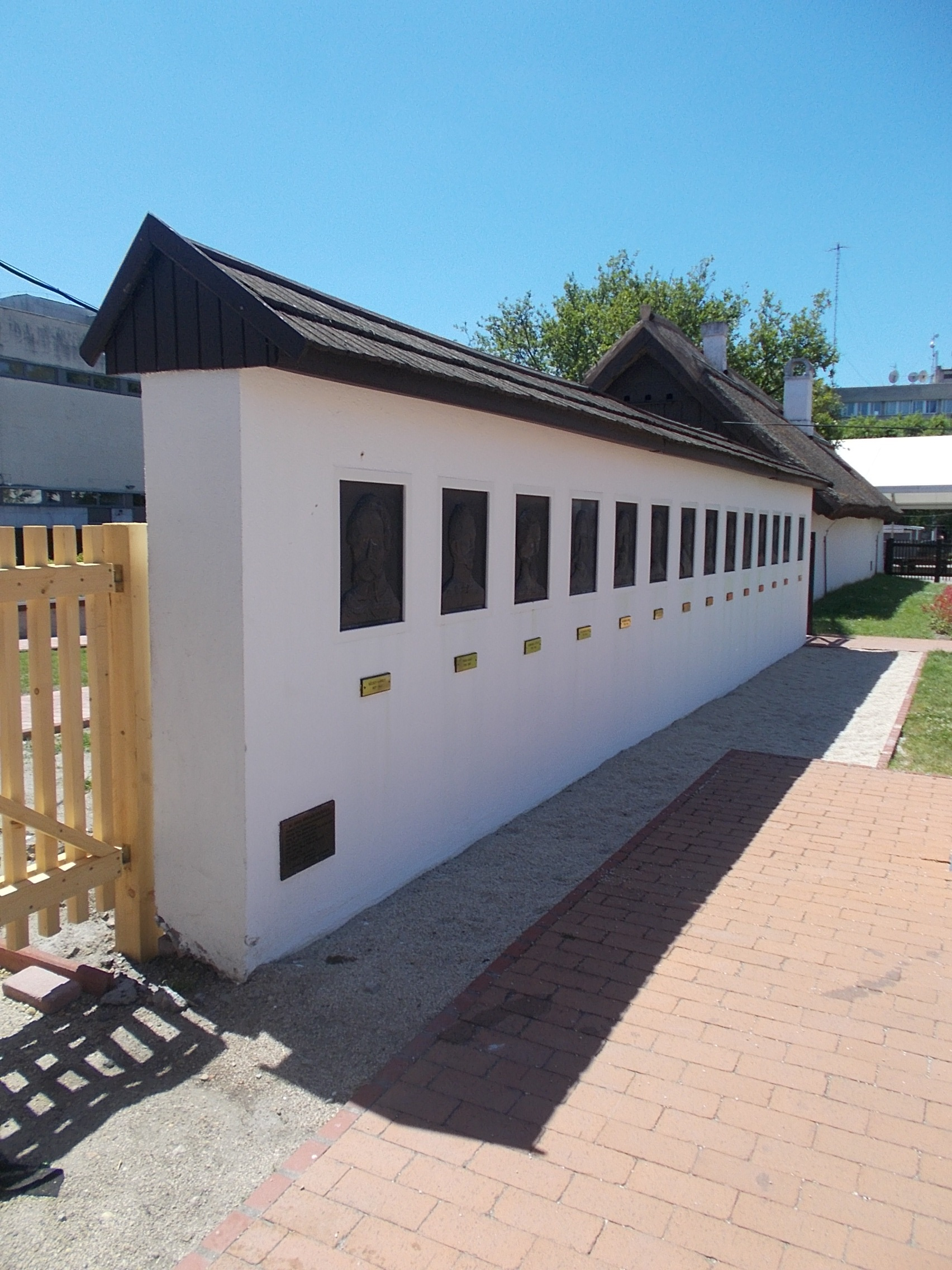
Az aradi vértanúk emlékfala (1999)
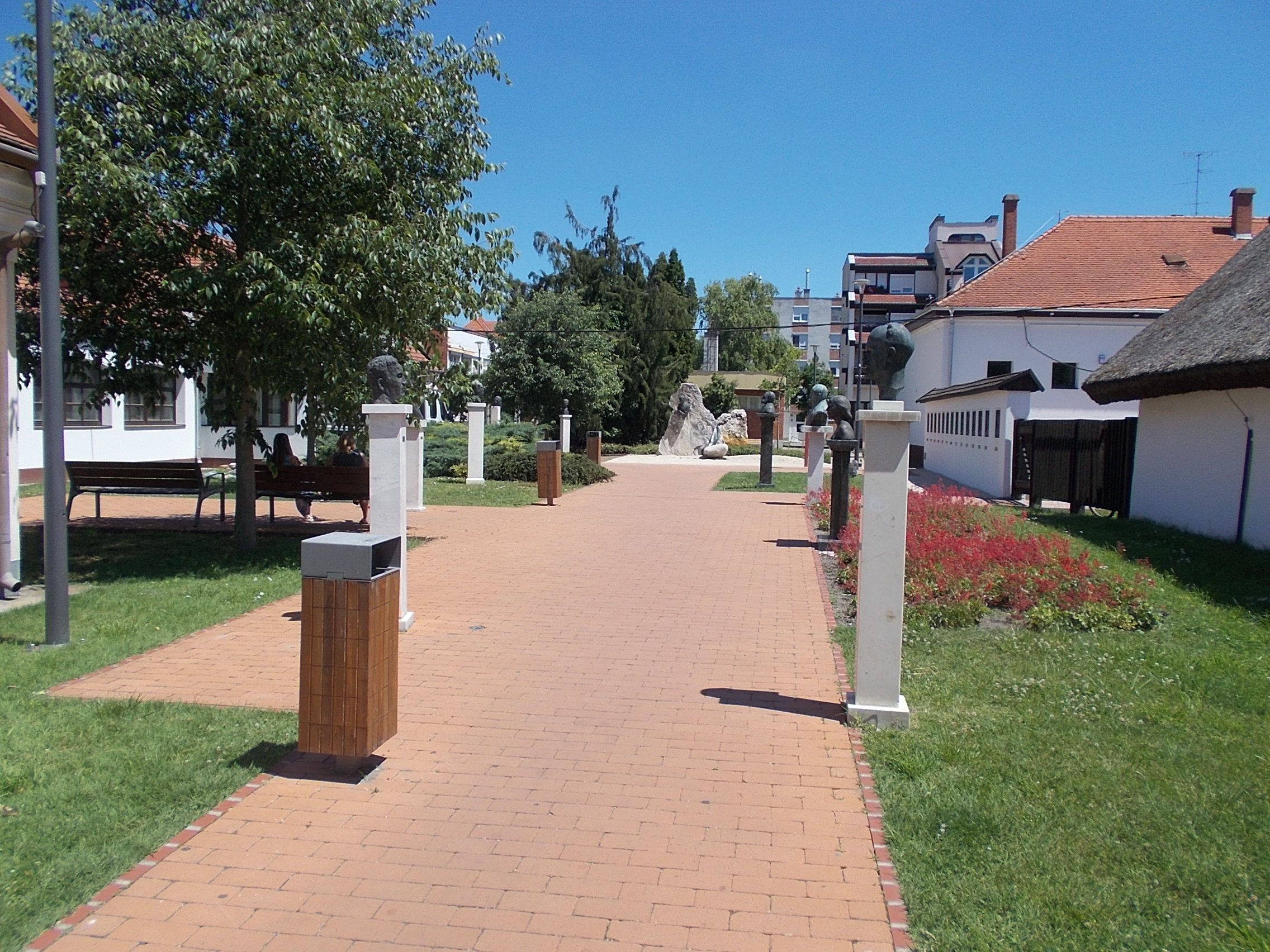
A Petőfi Sándor Műfordítói Szoborpark. 1985 óta összesen 18 fordító szobra áll itt.

## A múzeum
A szülőház mellett áll a kétemeletes múzeum. A földszintjén az állandó kiállítás, addig az emeleten időszaki kiállítások, tárlatok várják a látogatókat. A galéria több esetben ad helyet a helyi művészek munkáinak.

### Állandó kiállítások

#### 2022 előtt
Az időszaki kiállítást 1998-ban hozta létre Kispálné dr. Lucza Ilona múzeum igazgató. A vitrineket Zalatnai Pál grafikus, a maketteket Lisztes János készítette Laczkó János felügyelete alatt. A kiállítás három teremből állt: az elsőben a község történetét mutatta be Petőfi születéséig, a második a költő életével foglalkozott, a harmadik pedig az utóéletével foglalkozott. Az emeleten Petőfi ihlette képek voltak láthatóak.

#### 2022 óta
Az új időszaki kiállítás címe 7 év. Az új kiállítás Petőfi 1842 és 1849 közötti időszakát mutatja be személyiségén, a művein és a történelmi eseményeken keresztül. A tárlat a modern technika segítségével ad betekintést Petőfi életének ezen szakaszába.

### János Vitéz Látogatóközpont
2016-ban a Martini utca 6. szám alatt létrehozott látogatóközpont eredetileg a múzeum része volt. Később a város egyik cége lett a fenntartója a helységnek egészen 2022-ig, amíg vissza nem került a múzeum birtokába. A multimédiás kiállítás célja, hogy egy labirintus-útvonalon keresztül, 14 interaktív termen keresztül vezeti végig a látogatót a János vitéz történésein. A látogató tableten keresztül oldhat meg szórakoztató, játékos feladatokat.

## Díjak, elismerések
Év Múzeuma díj (2005, 2010)

## Galéria

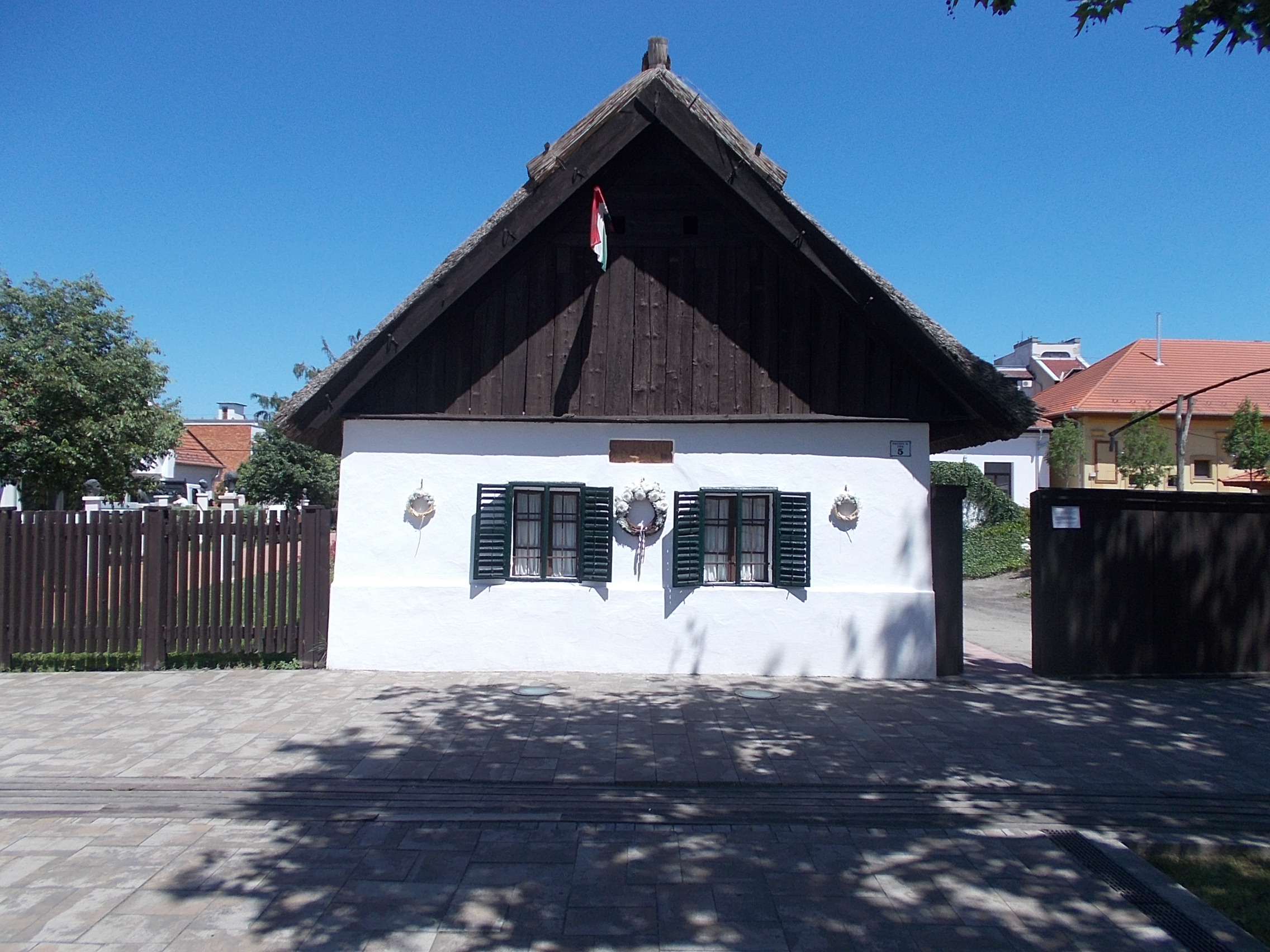
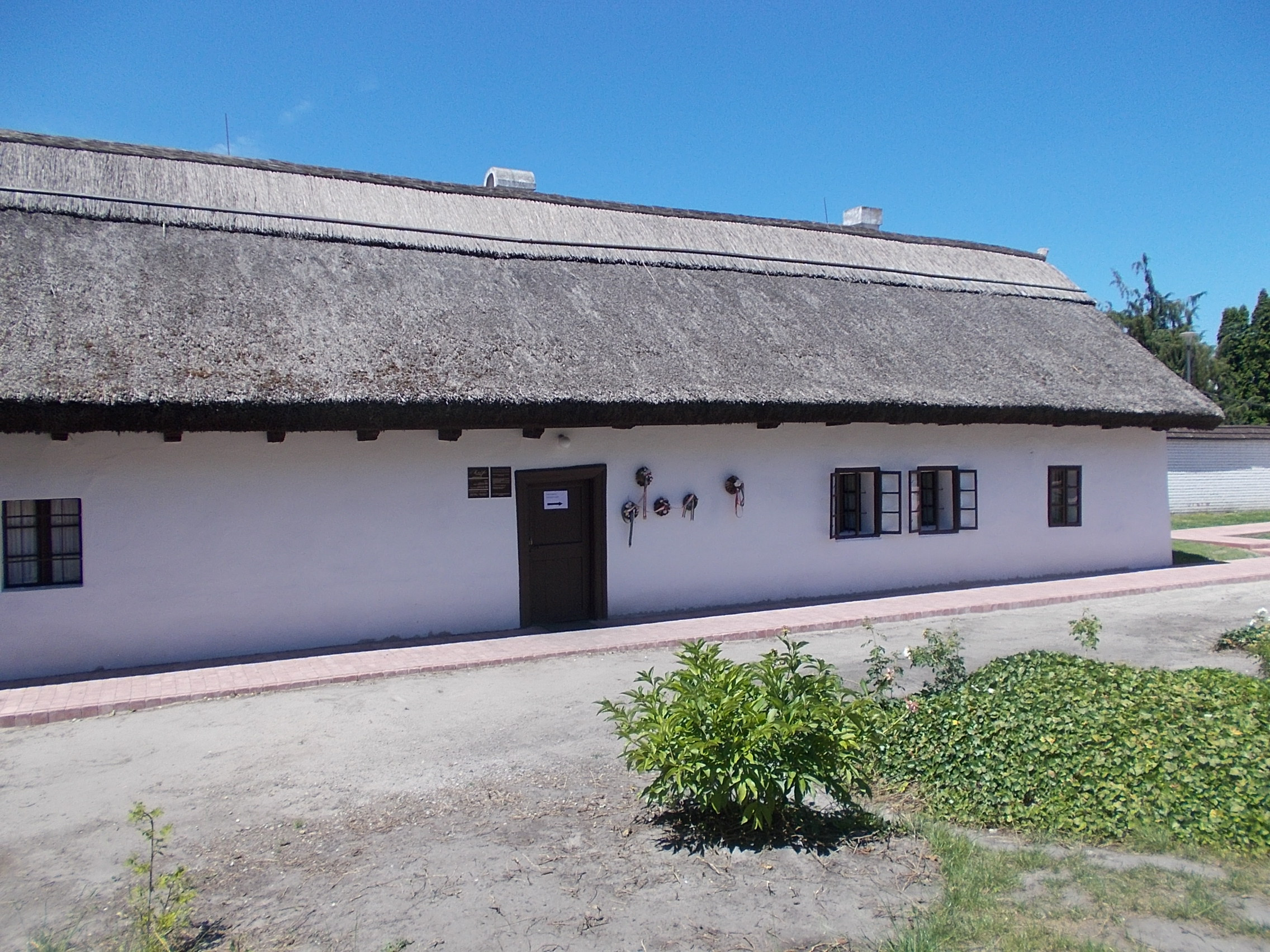
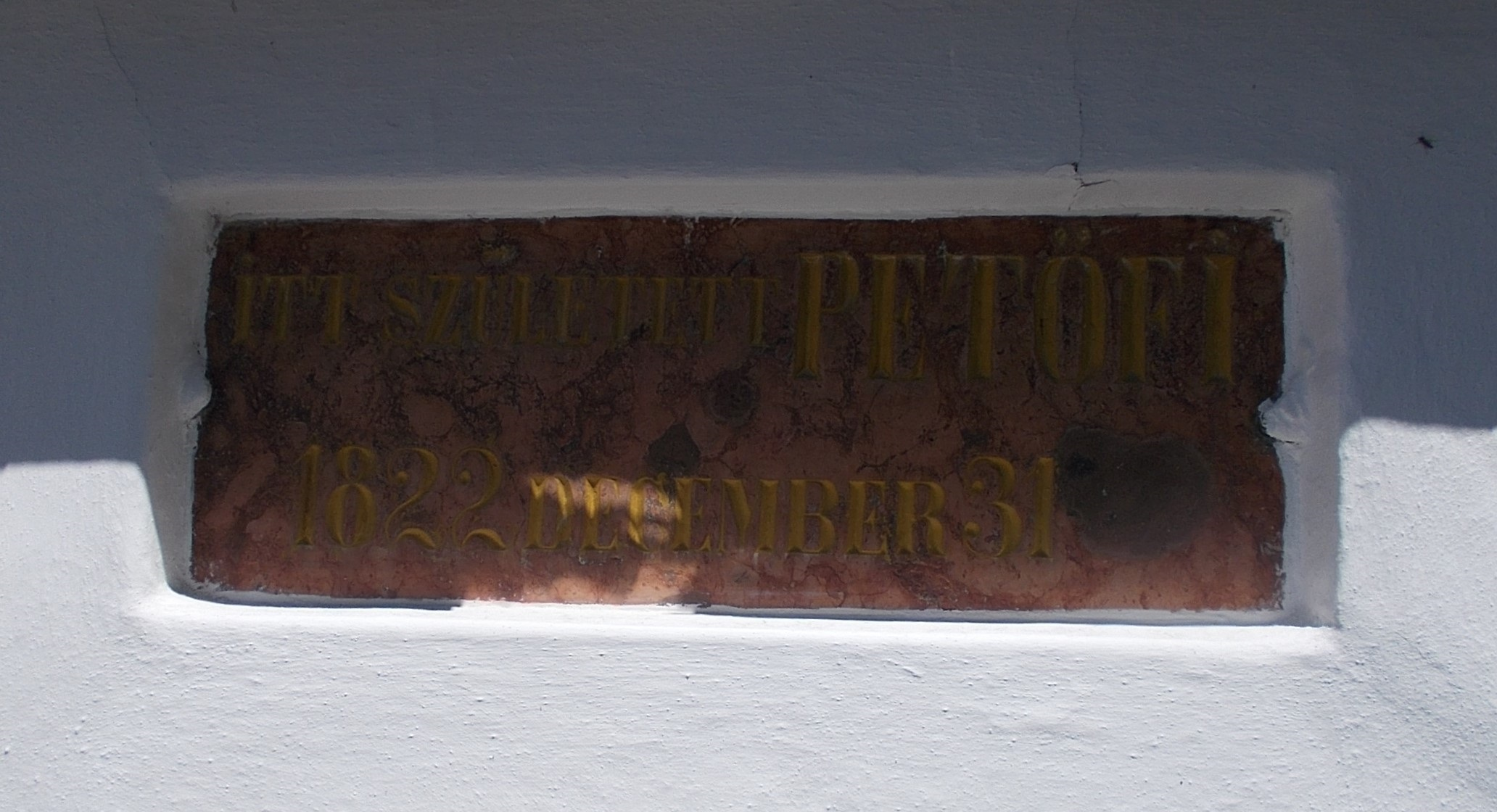
Az 1862-ben állított emléktábla. Szövege: "Itt született Petőfi 1822. december 31."
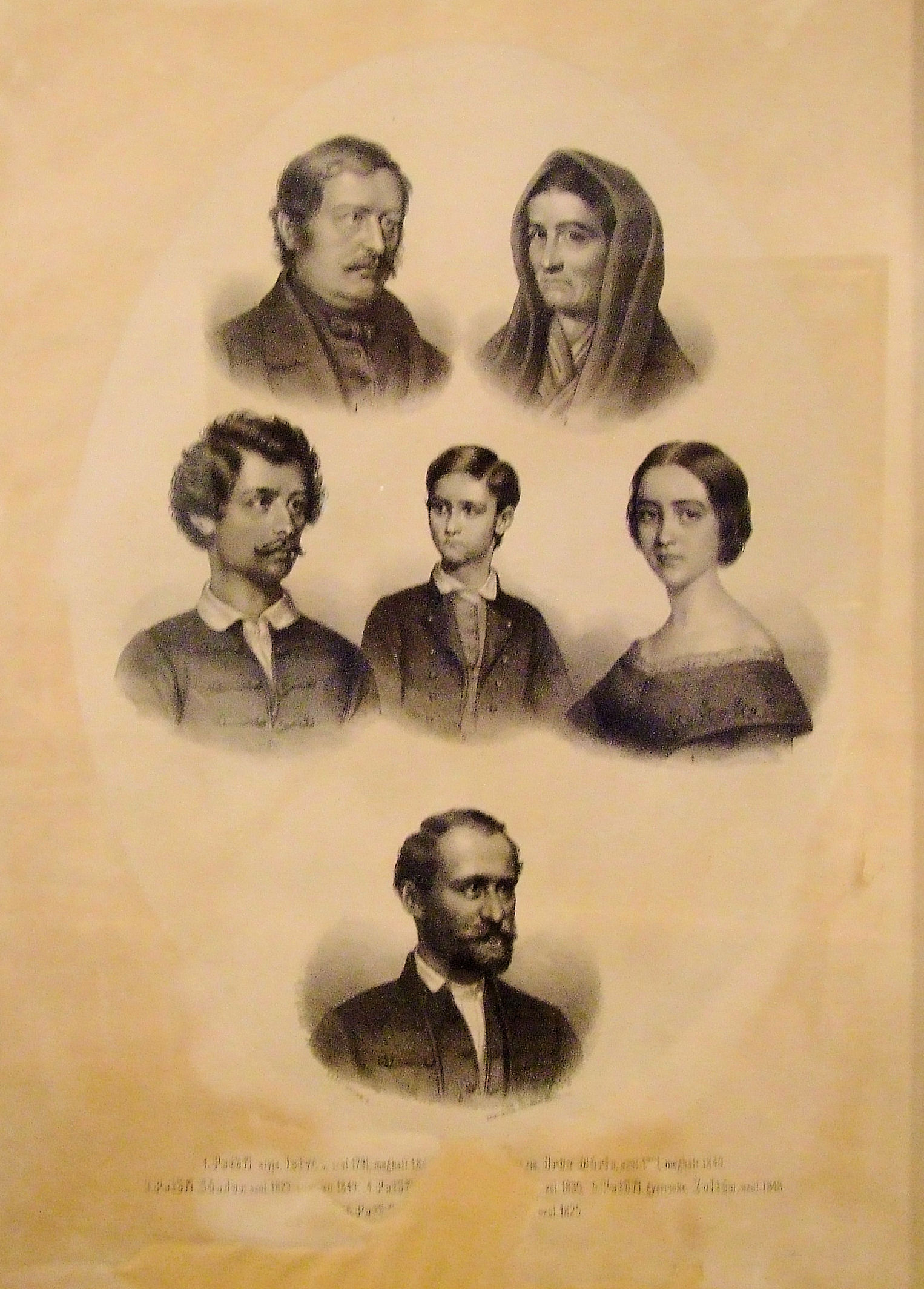
Grimm Vince: A Petőfi-család (metszet, 1861)
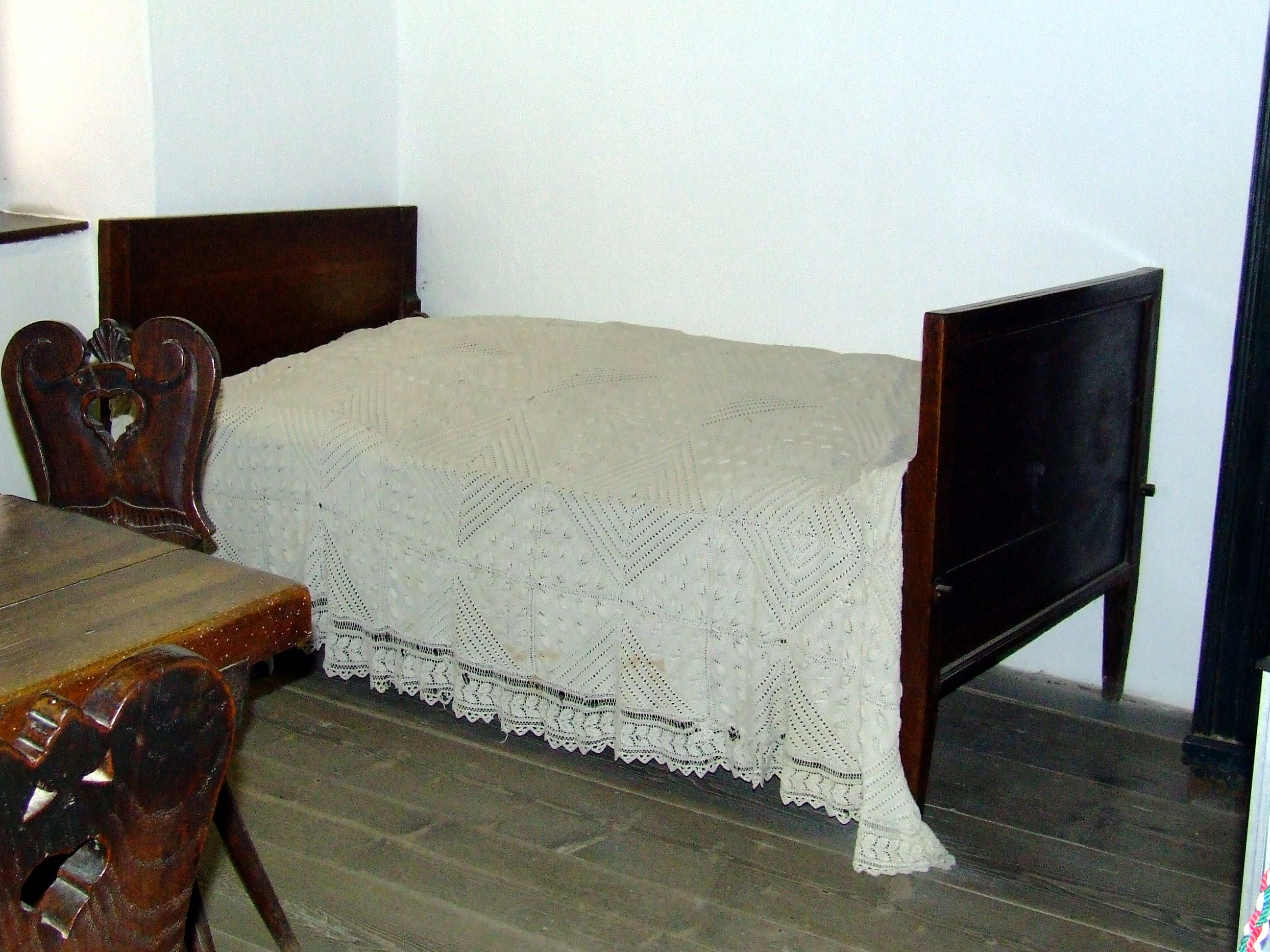
A szülőszoba egy része. Az ágy 1846-ig volt a család birtokában, ekkor adósságuk fejében Dömsödön hagyták
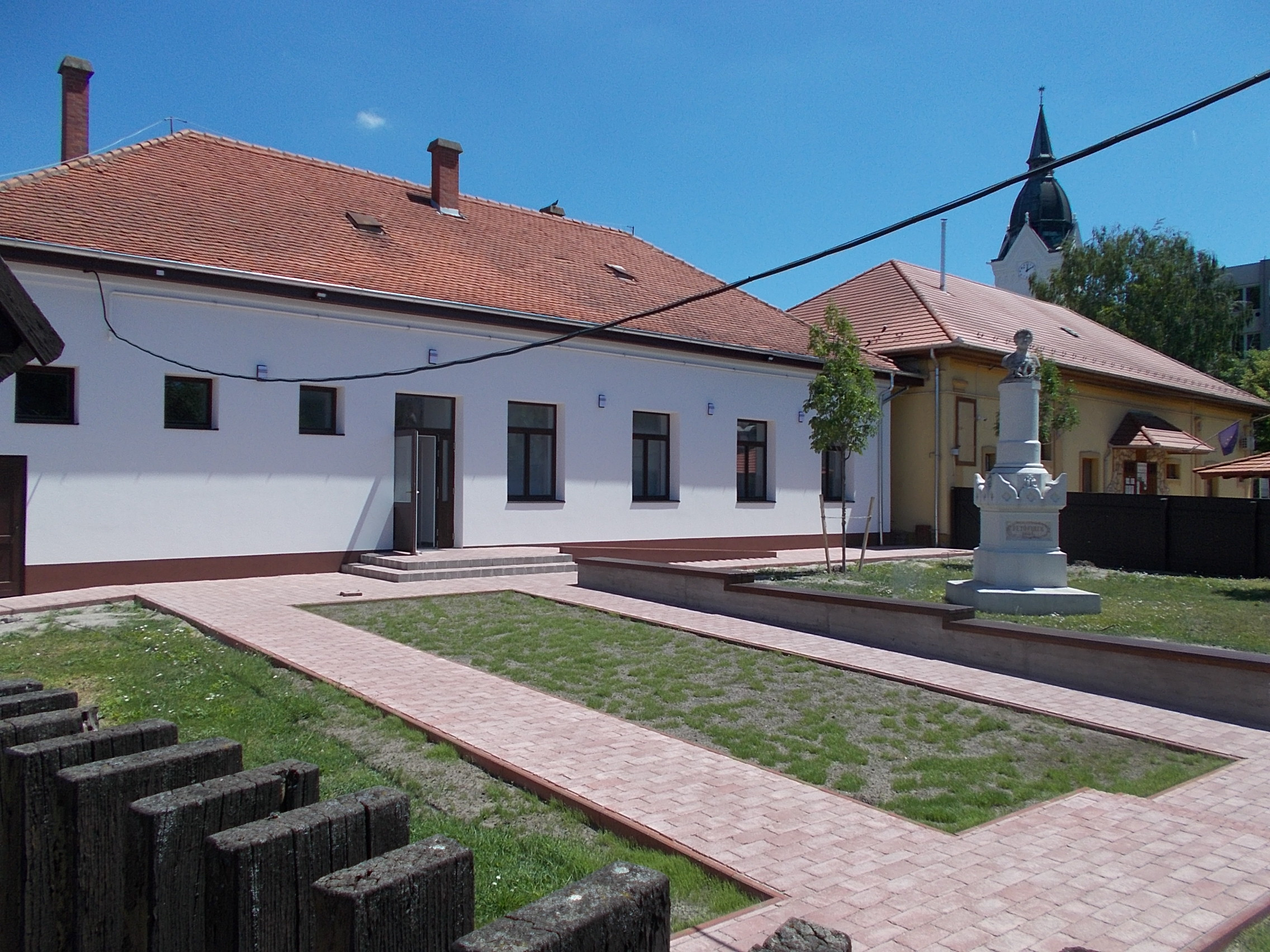
Az emlékmúzeum épülete
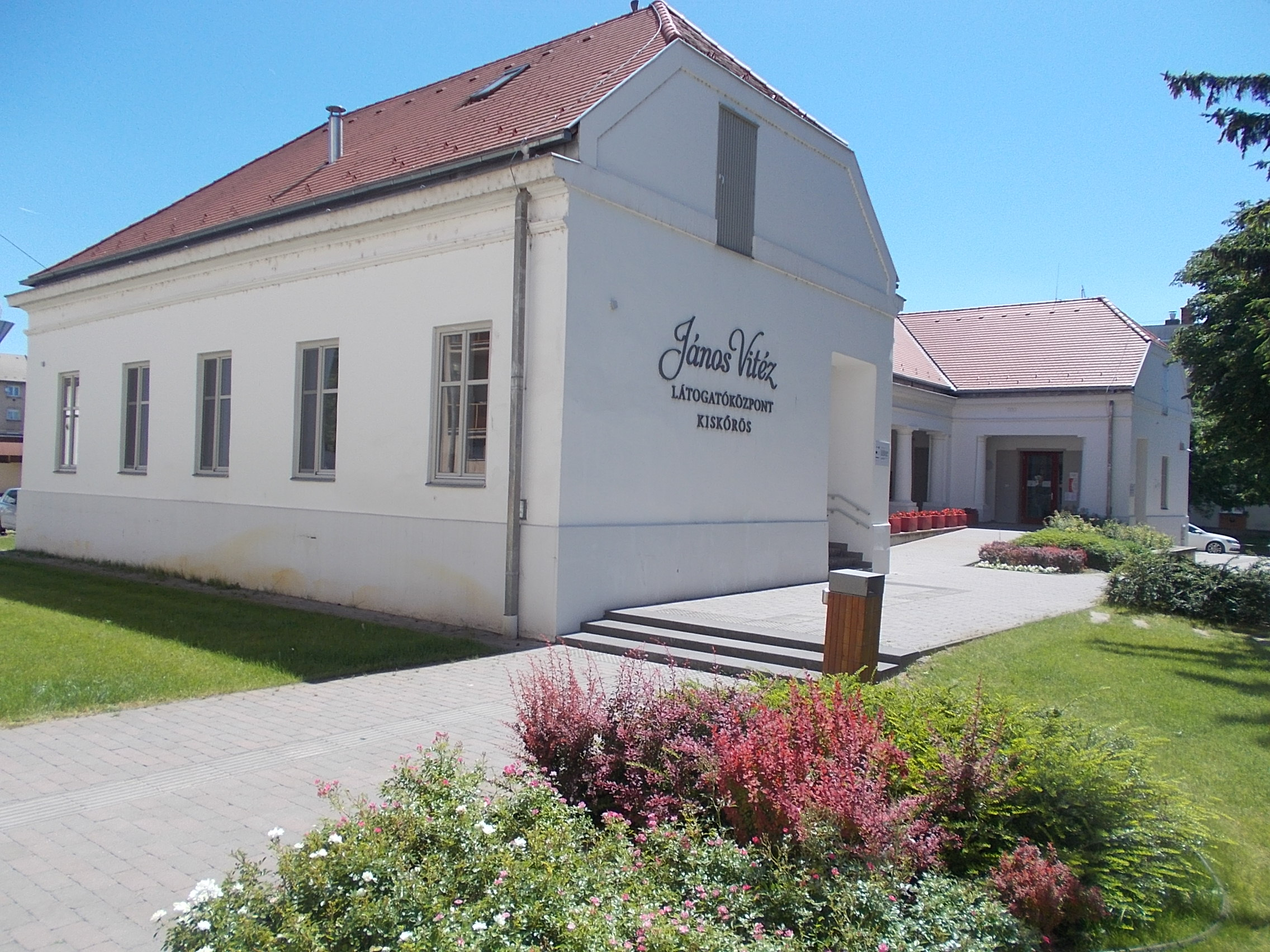
A múzeum tulajdonában lévő János vitéz Látogatóközpont a  Martini u. 6. szám alatt található meg.